# Sabcha

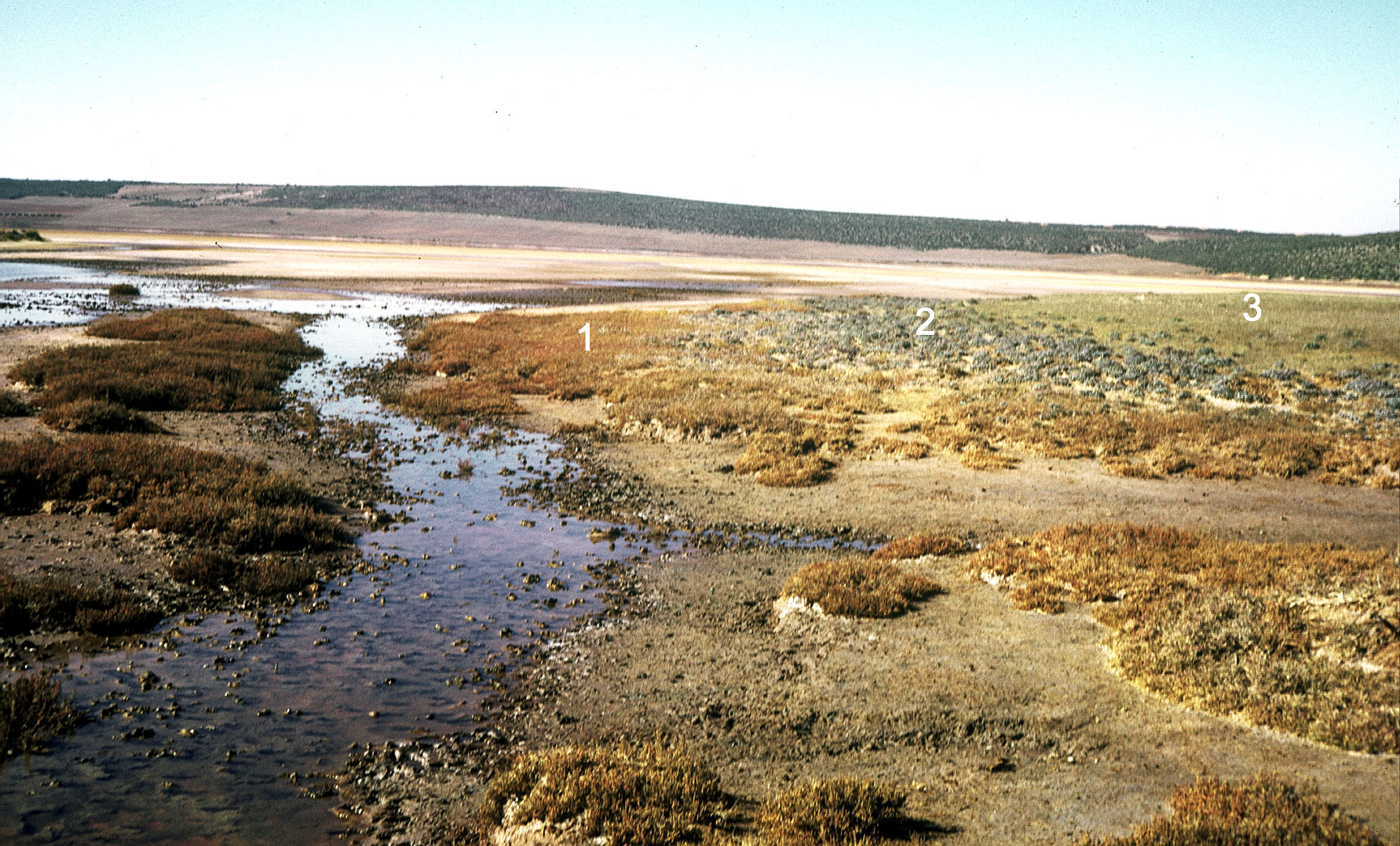
Sabcha Arzew, Algerien

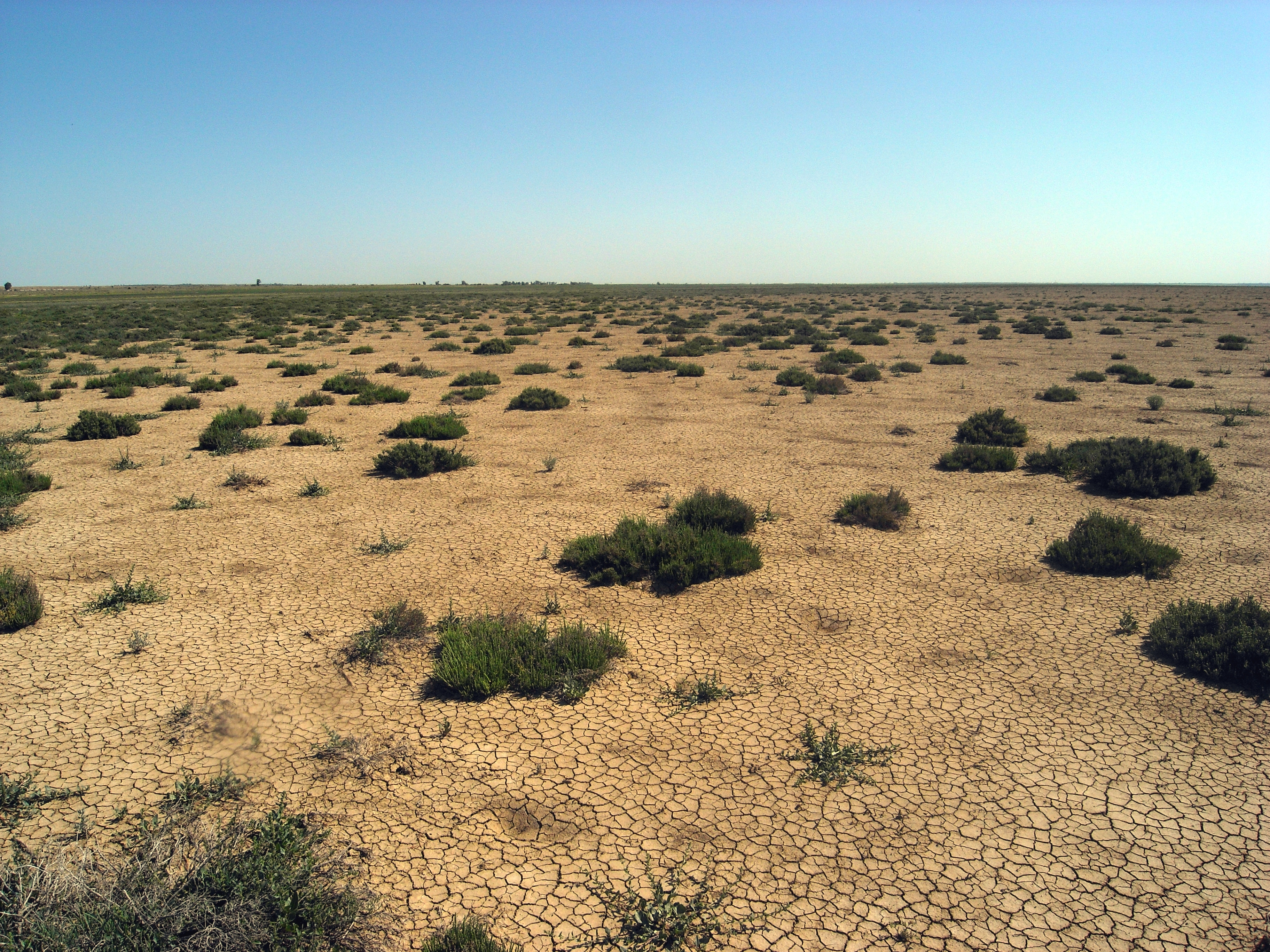
Sebkhat Kelbia, Tunesien, trockengefallen

Eine oder ein Sabcha (auch Sebcha; arabisch سبخة, DMG Sabḫa; englisch Sabkha, Sebkha, auch Sebkhat, Sebkhet, in der westlichen Sahara Grara genannt) ist ein flaches, zeitweise mit Wasser gefülltes Becken ohne Oberflächenabfluss in einem semiariden Gebiet.

## Vorkommen
Sabchas kommen als Inlands-Sabcha („Salzsümpfe“) oder als Küsten-Sabcha („Salzmarsch“) vor. Inlands-Sabchas bilden örtlich begrenzte Senken mit feuchten Böden, die zum Anbau von Getreide und Gemüse oder als Weideflächen dienen. Sie gehören zum Typus der ephemeren, nicht ständigen Seen. Im Gegensatz zu den Salztonebenen (Playas) haben Inlands-Sabchas ein flaches Hinterland. Manche Autoren beschränken den Sabcha-Begriff auf die Küsten-Sabcha.

## Geologie
Abgelagert werden geringmächtige Lagen von tonigen, siltigen bis feinsandigen Sedimenten (sehr häufig äolischen Ursprungs), die häufig mit dünnen Evaporitlagen (Gips, Anhydrit und Steinsalz) wechsellagern. In den Küsten-Sabchas kommt es häufig auch zur Bildung von karbonatischen Sedimenten. Die Küsten-Sabchas liegen noch im Bereich des mittleren Wasserspiegels des Meeres oder etwas darüber. Der Grundwasserspiegel liegt daher nur geringfügig unter der Sedimentoberfläche. Die häufige Winderosion endet an der Kapillarwasserzone.

## Sabchas (Auswahl)

### Algerien
- Sebkha el Melah (El Meniaa)
- Sebkha el Melah (Béni Abbès)
- Sebkha d’Oran

### Tunesien
- Sebkha Ariana
- Sebkha Séjoumi
- Sebkha Sidi El Héni
- Sebkha el Melah

### Marokko
- Sabcha Tah

### Syrien
- Sabchat al-Dschabbul